# Korolivka
Korolivka (en ukrainien : Королівка) est une commune rurale de l'oblast de Kiev, en Ukraine. Sa population s'élevait à 700 habitants en 2024.

## Géographie
Korolivka est située à 60 km à l'ouest de Kiev.

## Administration
Korolivka  fait partie du raïon de Makariv.

## Histoire
La première mention de  Korolivka remonte au XVIIe siècle. Karol' Tychkevytch l'acquit des princes Harlyns'kyis et la renomma Korolivka. En 1840, un clocher y fut construit. Korolivka comptait 768 habitants en 1884.